# Xysticus lanio
Xysticus lanio là một loài nhện trong họ Thomisidae.